# Colin Kâzım-Richards
Colin Kâzım-Richards, (Londres, 26 de agosto de 1986) é um ex-futebolista turco que atuava como centroavante.

## Carreira

### Bury
Kazim-Richards começou sua carreira profissional no Bury, depois de ingressar no clube com 15 anos de idade e progredindo através das categorias de base do clube e centro de excelência. Foi promovido para a equipe profissional na temporada de 2004-05, e suas performances chamou a atenção de clubes maiores.

### Brighton & Hove Albion
Com 18 anos, assinou um contrato de três anos pelo Brighton & Hove Albion por 250.000 libras. O contrato foi assinado depois que um fã do clube, Aaron Berry, ganhou a soma para o clube em um concurso dirigido pela Coca-Cola que, por sua vez, levou a Kazim-Richards ser apelidado de "Coca-Cola Kid". Ele foi muitas vezes colocado como um substituto de segundo tempo, e no final da temporada 2005-2006, tinha marcado seis gols da liga para o clube. Appresentou um pedido de transferência depois de ter ficado fora dos onze titulares do jogo de abertura do Brighton na temporata 2006-2007, contra o Rotherham United.

### Sheffield United
Posteriormente, Brighton vendeu-o para Sheffield United por 150.000 libras em 31 de agosto de 2006, o dia do prazo para a janela de transferência. Kazim-Richards assinou um contrato de três anos com The Blades depois de passar por um médico e concordar com os termos pessoais. Fez o único gol pelo Sheffield United, em um empate em 2 a 2 com o Bolton Wanderers em novembro de 2006.

### Fenerbahçe

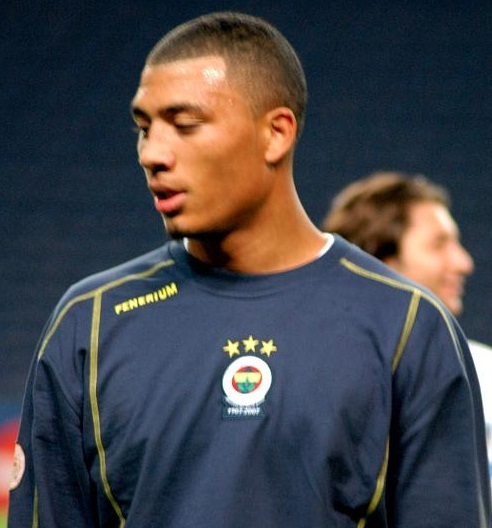
Kazim no Fenerbahçe em 2008

Em 15 de junho de 2007, Kazim-Richards assinou um contrato de quatro anos com o clube turco Fenerbahçe. Marcou o seu segundo gol na UEFA Champions League pelo Fenerbahçe no jogo de ida das quartas-de-final contra o Chelsea, em 2 de abril de 2008. Depois de servir como um jogador de rotação durante as temporadas 2007-08 e 2008-09, Kazim-Richards se tornou titular do time comandado por Christoph Daum na temporada 2009-10.
Apesar do sucesso no campo durante a temporada 2009-10, Kazim-Richards teve uma discussão com os torcedores do Fenerbahçe depois de ter sido retirado do campo em um jogo contra İstanbul. Contra o Beşiktaş, Kazim-Richards foi expulso por xingar o árbitro e acabou suspenso por quatro jogos. Enquanto estava suspenso, na mesma noite em que seus companheiros perderam para Kasimpasa, a mídia informou que Kazim-Richards estava na cidade. Este relatório foi negado pelo conselho do Fenerbahçe que divulgou um comunicado oficial. No dia seguinte, fotos de Kazim-Richards foram liberadas e o conselho do Fenerbahçe rescindiu sua declaração anterior, alegando que Kazim-Richards havia mentido sobre seu paradeiro, o que provocou a negação do relatório.

### Toulouse
Foi contratado clube francês Toulouse em um empréstimo de seis meses a partir de janeiro de 2010. Marcou um gol em sua estreia na vitória sobre o Le Mans, fora de casa, por 3 a 1.

### Galatasaray
Ele retornou ao Fenerbahçe para a temporada seguinte. Em 3 de janeiro de 2011, Fenerbahçe rescindiu seu contrato. Assinou um contrato de três anos e meio com o rival local Galatasaray. Jogou um total de trinta e um jogos marcando cinco gols.

### Blackburn Rovers

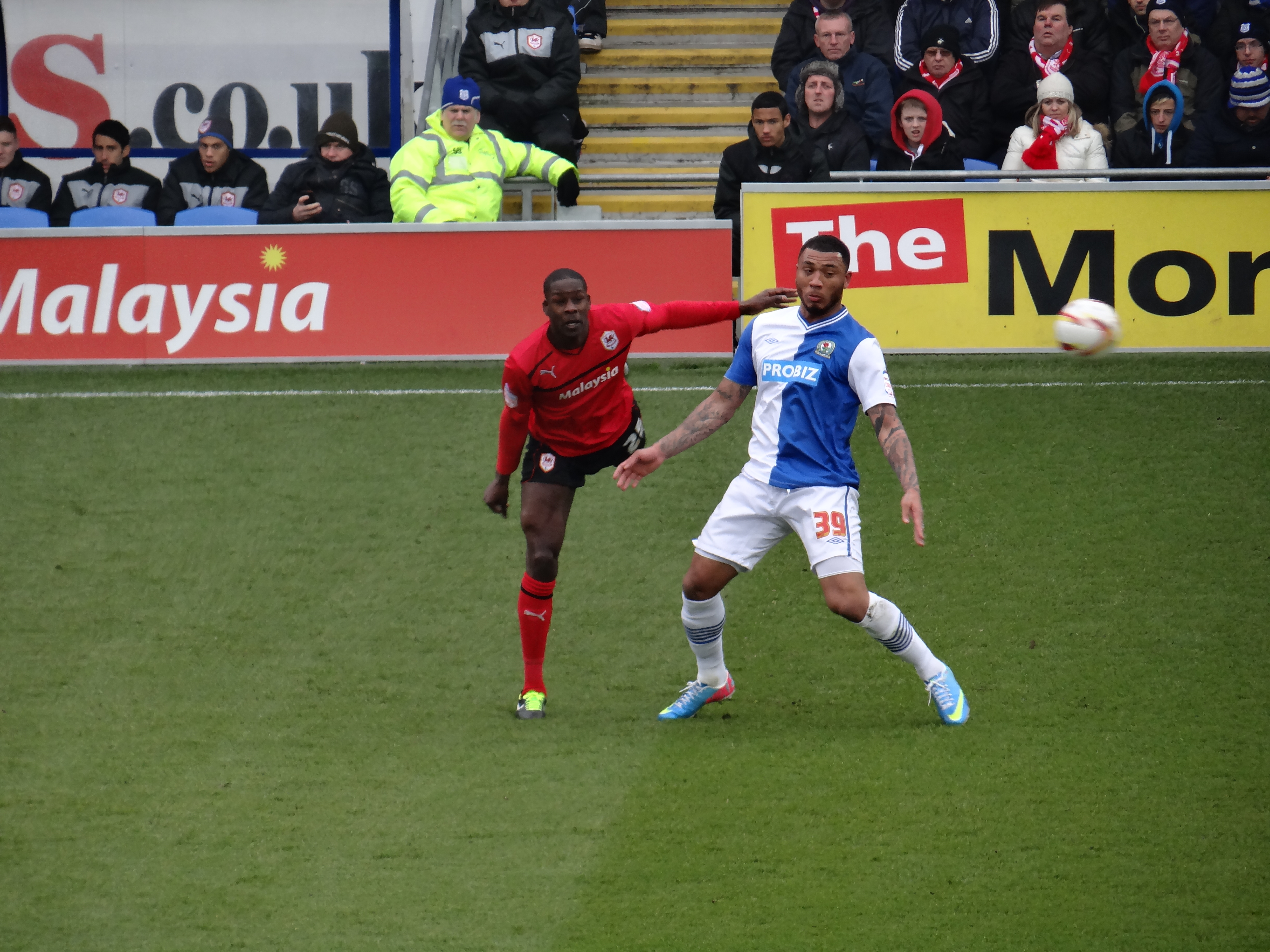
Kazim-Richards (direita) jogando pelo Blackburn Rovers contra o Cardiff City em 2013

Em 10 de agosto de 2012, foi confirmado pelo site oficial do Blackburn Rovers, a contratação do atacante, em um empréstimo de um ano. Marcou dois gols em sua estreia na pré temporada contra a equipe irlandesa Cork City. Em 18 de agosto, marcou em sua estreia oficial em um empate em 1 a 1, fora de casa, contra Ipswich Town.
Em 24 de maio de 2013 foi anunciado que a polícia de Sussex tinha levado Kazim-Richards sob Seção 5 da Lei de Ordem Pública sobre um suposto gesto homofóbico aos torcedores do Brighton em 12 de fevereiro de 2013 enquanto jogava pelo Blackburn Rovers em um jogo do campeonato contra seu antigo clube. Ele deveria comparecer perante magistrados em Brighton no dia 22 de agosto de 2013. O julgamento foi marcado para 14 e 15 de janeiro de 2014 na Brighton Magistrates Court. Foi considerado culpado em abril de 2014.

### Bursaspor
Em 4 de setembro de 2013, Kazim-Richards fechou com o Bursaspor por 250.000 libras. Assinou um contrato de quatro anos com um salário anual de 1 milhão de euros. Kazım marcou seu primeiro gol oficial pelo Bursaspor em uma jogo da Copa da Turquia contra o Adana Demirspor.

### Feyenoord
Após um período de empréstimo bem-sucedido no Feyenoord durante a temporada 2014-15, Kazim-Richards foi contratado em definitivo permanente pelo clube holandês no verão de 2015.
Em 15 de janeiro de 2016, Kazim-Richards ameaçou o jornalista do jornal holandês Algemeen Dagblad Mikos Gouka. Como consequência disso, o treinador do Feyenoord, Giovanni van Bronckhorst, o deixou de fora do plantel e não jogou a próxima partida, contra o PSV.

### Celtic
Em 1 de fevereiro de 2016, Kazim-Richards juntou-se ao clube escocês Celtic, assinando um contrato de dois anos e meio. Marcou seu primeiro gol pelo clube em um empate na Copa da Escócia, contra o East Kilbride, em 7 de fevereiro de 2016.

### Coritiba
Em 9 de junho de 2016, Kâzım fechou com o Coritiba, assinando um contrato de 18 meses.

### Corinthians
O atacante acertou com o Corinthians em 6 de janeiro de 2017, assinando contrato por duas temporadas.
Estreou com a camisa do Corinthians no dia 18 de janeiro de 2017, em um amistoso contra o Vasco da Gama na semifinal da Florida Cup, torneio disputado nos Estados Unidos, Kazim jogou durante os 45 minutos do segundo tempo e anotou o terceiro gol corintiano e deu assistência para o quarto gol anotado por Marquinhos Gabriel, o Corinthians venceu a partida por 4-1 e se classificou para a final do torneio. No dia 21 de janeiro jogou a final contra o arquirrival São Paulo. O Corinthians perdeu por 4-3 nas penalidades máximas, após o empate de 0-0 no tempo real, perdendo o título do torneio e levando a vice-liderança. No dia 18 de fevereiro, na partida contra o Audax, marcou seu segundo gol pelo clube e primeiro em jogos oficiais, dando a vitória ao time alvinegro por 1 a 0. No dia 11 de novembro de 2017, foi decisivo no jogo contra o Avaí, na reta final do Campeonato Brasileiro de 2017, ao marcar o único gol da vitória da equipe corintiana.

### Veracruz
Kâzım foi anunciado como reforço do clube mexicano Veracruz em dezembro de 2018, com um contrato até a metade de 2019.

### Derby County
Em outubro de 2020, o clube inglês Derby County anunciou a contratação do atacante. Seu contrato de um ano foi renovado para a temporada 2021-22.

## Seleção Turca
Kazim-Richards marcou e deu uma assistência em sua estreia na equipe sub-21 da Turquia, em uma vitória contra a Suíça, no dia 24 de março de 2007. Em 30 de abril, o treinador Fatih Terim, declarou que Kazim-Richards jogaria pela equipe principal.
Terim convocou-o para os jogos contra a Bósnia e Herzegovina e Brasil. Recebeu sua primeira chance em um empate por 0 a 0 no amistoso contra o Brasil em 5 de junho de 2007, um jogo no qual ele jogou 38 minutos. Participou da Eurocopa de 2008, jogando em todos os cinco jogos, chegando às semifinais.
Em 10 de agosto de 2011, marcou dois gols em uma partida amistosa contra a Estônia na Türk Telekom Arena.

## Estatísticas
Atualizado até 3 de junho de 2018.

### Clubes
| Clube       | Temporada | Campeonato nacional | Campeonato nacional | Copa nacional | Copa nacional | Competições continentais¹ | Competições continentais¹ | Outros torneios² | Outros torneios² | Total | Total |
| Clube       | Temporada | Jogos               | Gols                | Jogos         | Gols          | Jogos                     | Gols                      | Jogos            | Gols             | Jogos | Gols  |
| ----------- | --------- | ------------------- | ------------------- | ------------- | ------------- | ------------------------- | ------------------------- | ---------------- | ---------------- | ----- | ----- |
| Corinthians |           |                     |                     |               |               |                           |                           |                  |                  |       |       |
| 2017        | 14        | 1                   | 3                   | 0             | 3             | 0                         | 10                        | 2                | 30               | 3     |       |
| 2018        | 1         | 0                   | 0                   | 0             | 0             | 0                         | 6                         | 1                | 7                | 1     |       |
| Total       | 15        | 1                   | 3                   | 0             | 3             | 0                         | 16                        | 3                | 37               | 4     |       |
| Total       | Total     | 15                  | 1                   | 3             | 0             | 3                         | 0                         | 16               | 3                | 37    | 4     |

¹Estão incluídos jogos e gols da Copa Sul-Americana

²Estão incluídos jogos e gols pelo Campeonato Paulista, Torneios Amistosos e Amistosos

### Seleção Turca
Abaixo estão listados todos jogos e gols do futebolista pela Seleção Turca, desde as categorias de base. Abaixo da tabela, clique em expandir para ver a lista detalhada dos jogos de acordo com a categoria selecionada.